# Claremont, Minnesota
Claremont là một thành phố thuộc quận Dodge, tiểu bang Minnesota, Hoa Kỳ. Năm 2010, dân số của thành phố này là 548 người.

## Dân số
- Dân số năm 2000: 620 người.
- Dân số năm 2010: 548 người.